# Přírodní rezervace ha-Irusim
Ha-Irusim (hebrejsky שמורת האירוסים‎, Šemurat ha-Irusim) je přírodní rezervace v Netanji u Středozemního moře.
Rezervace je spolu s přilehlou tůní Dora významnou turistickou oblastí v Netanji.
Nachází se zde dětské hřiště, cedule s informacemi o rostlinách a prostor pro pikniky. Vstup do rezervace je zdarma.

## Flóra a fauna

### Fauna
V rezervaci žije mnoho zvířat, například lišky, králíci, hraboši, želvy, vlhy pestré, strdimilové palestinští, sýkory koňadry, majny obecné, vrabci domácí a bulbulové arabští.

### Flóra
V rezervaci roste řada rostlin, například iris atropurpurea, sasanky věncové, stříbřenky stříbrné, rýty bílé, hyacinthoides hispanica, papaver umbonatum, allium telavivense, tulipa agenensis, asphodelus ramosus, zlatně věncové, retamy pravé, měsíčky rolní, maresia pulchella, tykvice stříkavé, drchničky rolní, kamejníky barvířské, lupinus palaestinus, urgineje přímořské, fenykly obecné a pyskatce lesklé.